# Rudnik Naica
Rudnik Naica je rudnik u meksičkoj državi Chihuahua. Nalazi se u gradu Naica (Saucillo). Naica je rudnik olova, cinka i srebra a najpoznatiji je po svojim izvanrednim selenitnim kristalima. Rudnikom upravlja Industrias Peñoles, meksički najveći proizvođač olova. Tijekom rudarskih radova otkrivena je Špilja kristala u kojoj selenitni (gips) kristali dosežu preko 10 m dužine i više od 2 m promjera.

## Špilja kristala
Špilja kristala je špilja u stijenama vapnenca oko 300 m ispod površine zemlje. U prostoru špilje nalaze se divovski selenitni kristali, od kojih su neki najveći prirodni kristali ikada pronađeni. Kristale su formirale hidrotermalne tekućine koje izviru dubljih komora pored kojih potječe magma. Dužina najvećeg do sada pronađenog kristala je 11 m, promjer mu je 4 m a težak je oko 55 tona. Temperatura zraka u špilji je iznimno visoka i doseže do 58 °C s 90 do 99 posto vlage.

## Špilja mačeva
Špilja mačeva je još jedna špilja u rudnicima Naice u kojoj se također nalaze selenitni kristali ali puno manji, do metar dužine.

## Vanjske poveznice
- Naica mine  Arhivirana inačica izvorne stranice od 14. svibnja 2009. (Wayback Machine) na Peñolesu
- Naica Mine na Mindat.org
- Naica Project  Arhivirana inačica izvorne stranice od 25. veljače 2011. (Wayback Machine), web stranica Crystal Cavesa, geologije, povijesti, fotografije i video